# Mibora minima
Mibora minima là một loài thực vật có hoa trong họ Hòa thảo. Loài này được (L.) Desv. mô tả khoa học đầu tiên năm 1827.

## Hình ảnh

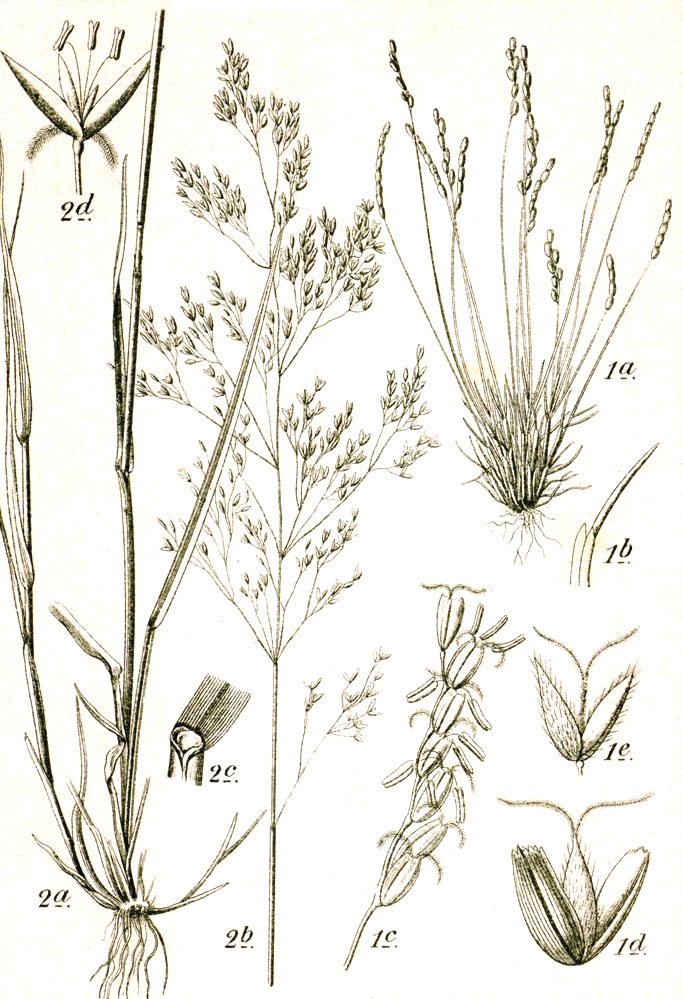
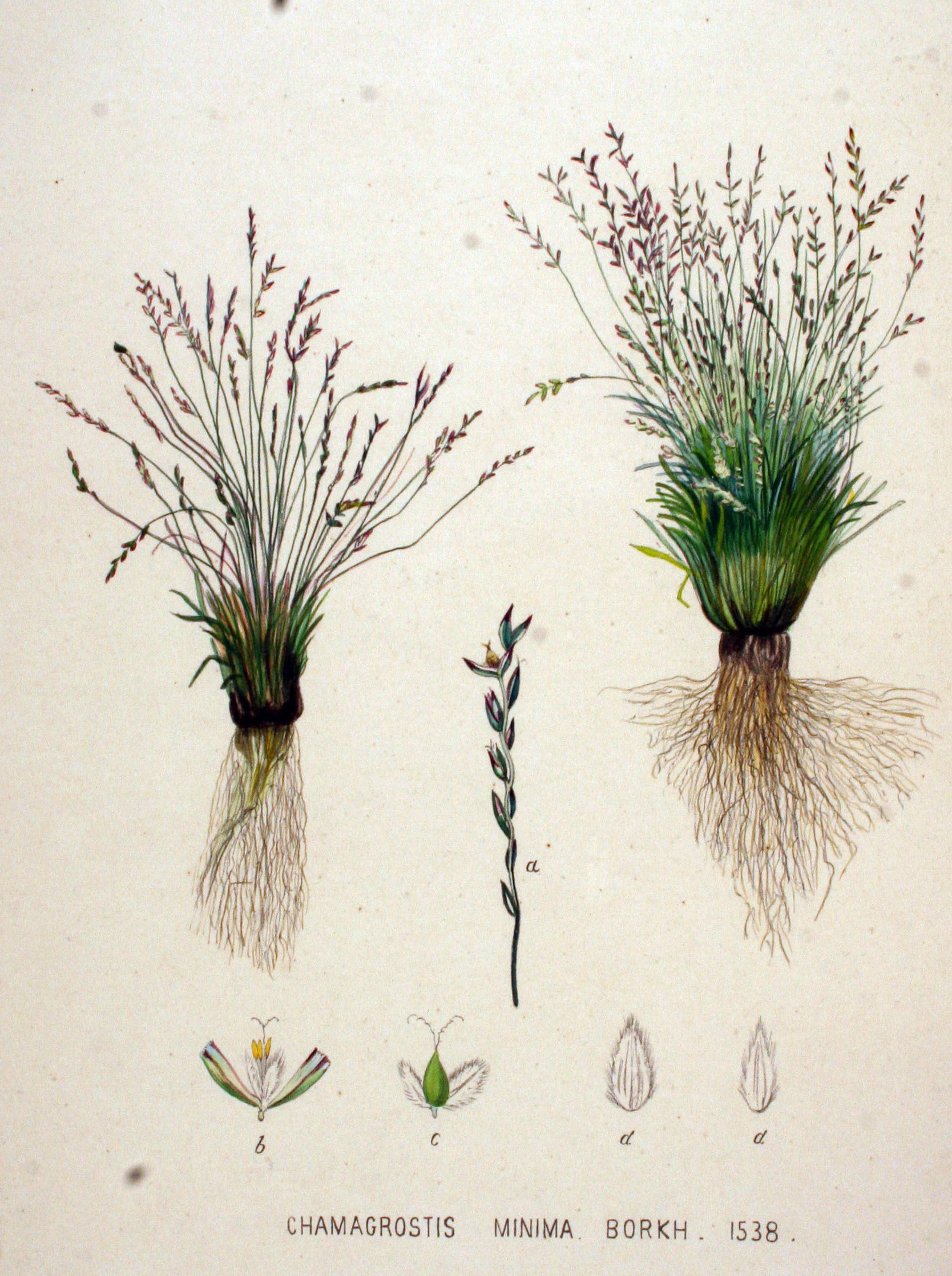